# Школа (Оратів)

## Загальна інформація
Загальноосвітня школа I—III ступенів в смт Оратів Вінницької області — україномовний навчальний заклад І-ІІІ ступенів акредитації. Це єдина школа в селищі, в якій навчається близько 500 дітей. До школи доїжджають діти з сіл, які розташовані біля Оратова. Мова навчання в школі — українська. Приміщення школи двоповерхове, кількість класів — 22. В школі працюють їдальня, стоматологія, психолог.